# Et alors ? (album)
Pour les articles homonymes, voir Et alors ? (homonymie).
Albums de Adé
INSIDE OUT MVMT
(2024)
Singles
1. Tout savoir
Sortie : 19 avril 2022
2. Sunset
Sortie : 24 août 2022
3. Q
Sortie : 23 septembre 2022

Et alors ? est le premier album solo de l'auteur-compositrice-interprète française Adé, sorti le 23 septembre 2022.

## Historique
Après la séparation du groupe Therapie Taxi en octobre 2021, la chanteuse principale Adé se lance en solo en écrivant d'abord des textes pour d'autres artistes, comme Benjamin Biolay. C'est en avril 2022, qu'elle dévoile son premier single solo, Tout savoir.

## Liste des pistes
Toutes les chansons sont écrites et composées par Adélaïde Chabannes de Balsac. Toutes les productions sont faites par Adélaïde Chabannes de Balsac, sauf exception notées.
| Et alors ? | Et alors ?        | Et alors ?                                                  | Et alors ? | Et alors ? | Et alors ? | Et alors ? | Et alors ? | Et alors ? | Et alors ? |
| No         | Titre             | Production                                                  | Durée      |            |            |            |            |            |            |
| ---------- | ----------------- | ----------------------------------------------------------- | ---------- | ---------- | ---------- | ---------- | ---------- | ---------- | ---------- |
| 1.         | Et alors ?        |                                                             | 1:15       |            |            |            |            |            |            |
| 2.         | Sunset            |                                                             | 3:28       |            |            |            |            |            |            |
| 3.         | Side by Side      | Adélaïde Chabannes de Balsac, Egil Franzén, Romain Descampe | 3:37       |            |            |            |            |            |            |
| 4.         | Q                 | Adélaïde Chabannes de Balsac, Egil Franzén, Romain Descampe | 2:36       |            |            |            |            |            |            |
| 5.         | Si tu partais     | Adélaïde Chabannes de Balsac, Crown BXL                     | 3:49       |            |            |            |            |            |            |
| 6.         | Avec des si       |                                                             | 3:50       |            |            |            |            |            |            |
| 7.         | Tout savoir       | Adélaïde Chabannes de Balsac, Crown BXL                     | 3:16       |            |            |            |            |            |            |
| 8.         | Solitude imprévue | Adélaïde Chabannes de Balsac, Egil Franzén, Romain Descampe | 2:55       |            |            |            |            |            |            |
| 9.         | Insomnies         |                                                             | 3:09       |            |            |            |            |            |            |
| 10.        | À peu près        | Adélaïde Chabannes de Balsac, Egil Franzén, Romain Descampe | 3:12       |            |            |            |            |            |            |
| 11.        | Les silences      |                                                             | 3:43       |            |            |            |            |            |            |
| 12.        | Berceuse          |                                                             | 4:13       |            |            |            |            |            |            |
| 13.        | Bonne année       |                                                             | 3:18       |            |            |            |            |            |            |
| 42:21      |                   |                                                             |            |            |            |            |            |            |            |